# Petr Míka
Petr Míka (* 12. Februar 1979 in Prag, Tschechoslowakei) ist ein ehemaliger tschechischer Eishockeyspieler, der im Laufe seiner Karriere drei Spiele für die New York Islanders in der National Hockey League absolviert hat und über viele Jahre in der tschechischen Extraliga aktiv war.

## Karriere
Petr Míka erlernte das Eishockeyspiel in seiner Heimatstadt beim HC Slavia Prag und durchlief dort alle Nachwuchsmannschaften. In der Saison 1995/96, also im Alter von 16 Jahren, bekam er seinen ersten Einsatz im Extraligateam des HC, den Rest der Spielzeit spielte er noch im Juniorenteam. In der folgenden Saison absolvierte er 20 Spiele in der Extraliga, wobei er seine ersten Scorerpunkte sammeln konnte. Außerdem bekam er weiter Einsätze in der Juniorenliga und beim HC Berounsti Medvedi in der 1. Liga. Im Frühjahr 1997 folgte die Teilnahme an der Junioreneuropameisterschaft, bei der Míka in sechs Spielen zwei Tore schoss und eines vorbereitete. Im NHL Entry Draft 1997 wurde er dann von den New York Islanders ausgewählt, die ihn nach Nordamerika zu den Ottawa 67’s, die ihn beim CHL Import Draft desselben Jahres in der zweiten Runde als insgesamt 49. Spieler ausgewählt hatten, holten, um ihn an die kleinere Eisfläche zu gewöhnen. In einer insgesamt enttäuschenden Saison in der Ontario Hockey League erzielte Petr zehn Tore und acht Assists in 41 Spielen, kehrte danach aber für eine Spielzeit nach Prag zum HC Slavia zurück (sechs Tore und fünf Assists in 49 Spielen).
Bei der  U20-Weltmeisterschaft 1999 war er Teil der Juniorennationalmannschaft und konnte dieser in der Abstiegsrunde helfen, in dem er im Spiel gegen Belarus einen Hattrick erzielte (Endstand: 10:2).
Zur Saison 1999/2000 kehrte er dann nach Nordamerika zurück und spielte für das Farmteam der Islanders, den Lowell Lock Monsters, in der American Hockey League. Am 21. März 2000 feierte er sein NHL-Debüt gegen die Pittsburgh Penguins – in drei Spielen für die Islanders konnte er allerdings keinen Scorerpunkt besteuern. In dieser und der folgenden Spielzeit absolvierte er insgesamt 63 Spiele für die Monsters, in denen er 18 Scorerpunkte erzielte. Mitte der zweiten Spielzeit in der AHL wurde er zu den Springfield Falcons transferiert, für die er 27 Spiele bestritt.
Die Spielzeit 2001/02 begann Petr Míka bei den Bridgeport Sound Tigers, verließ diese aber nach nur einem Spiel, um für seinen Heimatverein HC Slavia Prag auf Torejagd zu gehen. In den folgenden Jahren wechselte er immer wieder von einem Extraliga-Team zum nächsten, nur einmal absolvierte er eine komplette Saison für den HC Vítkovice Steel. Seine weiteren Stationen innerhalb der Extraliga waren: HC Havířov, HC České Budějovice, HC Energie Karlovy Vary, HC Plzeň, HC Třinec.
In der Spielzeit 2005/06 stand er bei HC Slovan Bratislava in der slowakischen Extraliga unter Vertrag, konnte aber aufgrund einer Knieverletzung nur in acht Spielen auflaufen. Zur Saison 2006/07 wurde er von Jan Tabor für die Dresdner Eislöwen verpflichtet und spielt auf dem rechten Flügel mit David Musial und Troy Bigam in der zweiten Reihe.
Im Januar 2007 wurde bei den Eislöwen der Tscheche David Balázs verpflichtet, so dass Petr Míka meist als überzähliger Ausländer auf der Tribüne saß. Daher erhielt er die Freigabe des Vereins und wechselte im Februar 2007 zur VEU Feldkirch in die Österreichische Nationalliga. Über den HC Slovan Ústečtí Lvi und den HC Most kam er 2008 zum KLH Chomutov. Im Sommer 2010 beendete er seine Karriere.